# Bahnstrecke Dorndorf–Kaltennordheim
| |                            |                                            |                                            |
| Streckennummer (DB): | 6704                       |                                            |                                            |
| Kursbuchstrecke (DB): | zuletzt 577 171h (1934)    |                                            |                                            |
| Streckenlänge: | 27,7 km                    |                                            |                                            |
| Spurweite: | 1435 mm, bis 1934: 1000 mm |                                            |                                            |
| |                            |                                            |                                            |
| \| \| \| von Bad Salzungen \| \| \| \| 0,0 \| Dorndorf (Rhön) \| Dorndorf (Rhön) \| \| \| \| nach Unterbreizbach \| \| \| \| 0,5 \| Chemische Fabrik Ost \| Chemische Fabrik Ost \| \| \| 0,6 \| ex B 285 \| ex B 285 \| \| \| \| Kalibahn \| \| \| \| \| Felda \| \| \| \| 2,9 \| Anschluss Bergwerksmaschinen Dietlas \| Anschluss Bergwerksmaschinen Dietlas \| \| \| 3,0 \| Dietlas \| Dietlas \| \| \| 5,9 \| Menzengraben (seit dem Zweiten Weltkrieg) \| Menzengraben (seit dem Zweiten Weltkrieg) \| \| \| 6,9 \| Felda \| Felda \| \| \| 7,2 \| Felda \| Felda \| \| \| 7,1 \| Stadtlengsfeld \| Stadtlengsfeld \| \| \| 8,1 \| Felda \| Felda \| \| \| 8,3 \| ex B 285 \| ex B 285 \| \| \| 11,5 \| Weilar-Urnshausen \| Weilar-Urnshausen \| \| \| \| neue B 285 \| \| \| \| 13,9 \| Hartschwinden (seit dem Zweiten Weltkrieg) \| Hartschwinden (seit dem Zweiten Weltkrieg) \| \| \| 14,5 \| B 285 \| B 285 \| \| \| 16,3 \| B 285 \| B 285 \| \| \| 17,3 \| Dermbach \| Dermbach \| \| \| 19,5 \| B 285 \| B 285 \| \| \| 21,7 \| Zella (Rhön) \| Zella (Rhön) \| \| \| 22,1 \| B 285 \| B 285 \| \| \| 24,1 \| Diedorf-Fischbach \| Diedorf-Fischbach \| \| \| 25,3 25,9 \| Anschluss Basaltwerk \| Anschluss Basaltwerk \| \| \| 26,3 \| Felda \| Felda \| \| \| 27,7 \| Kaltennordheim \| 436 m \| |                            |                                            |                                            |
| Strecke |                            | von Bad Salzungen                          | von Bad Salzungen                          |
| Dienststation / Betriebs- oder Güterbahnhof | 0,0                        | Dorndorf (Rhön)                            | Dorndorf (Rhön)                            |
| Abzweig ehemals geradeaus und nach rechts |                            | nach Unterbreizbach                        | nach Unterbreizbach                        |
| Blockstelle (Strecke außer Betrieb) | 0,5                        | Chemische Fabrik Ost                       | Chemische Fabrik Ost                       |
| Bahnübergang (Strecke außer Betrieb) | 0,6                        | ex B 285                                   | ex B 285                                   |
| Kreuzung geradeaus unten (Strecken außer Betrieb) |                            | Kalibahn                                   | Kalibahn                                   |
| Brücke über Wasserlauf (Strecke außer Betrieb) |                            | Felda                                      | Felda                                      |
| Abzweig geradeaus und nach links (Strecke außer Betrieb) | 2,9                        | Anschluss Bergwerksmaschinen Dietlas       | Anschluss Bergwerksmaschinen Dietlas       |
| Haltepunkt / Haltestelle (Strecke außer Betrieb) | 3,0                        | Dietlas                                    | Dietlas                                    |
| Haltepunkt / Haltestelle (Strecke außer Betrieb) | 5,9                        | Menzengraben (seit dem Zweiten Weltkrieg)  | Menzengraben (seit dem Zweiten Weltkrieg)  |
| Brücke über Wasserlauf (Strecke außer Betrieb) | 6,9                        | Felda                                      | Felda                                      |
| Brücke über Wasserlauf (Strecke außer Betrieb) | 7,2                        | Felda                                      | Felda                                      |
| Bahnhof (Strecke außer Betrieb) | 7,1                        | Stadtlengsfeld                             | Stadtlengsfeld                             |
| Brücke über Wasserlauf (Strecke außer Betrieb) | 8,1                        | Felda                                      | Felda                                      |
| Brücke (Strecke außer Betrieb) | 8,3                        | ex B 285                                   | ex B 285                                   |
| Bahnhof (Strecke außer Betrieb) | 11,5                       | Weilar-Urnshausen                          | Weilar-Urnshausen                          |
| Bahnübergang (Strecke außer Betrieb) |                            | neue B 285                                 | neue B 285                                 |
| Haltepunkt / Haltestelle (Strecke außer Betrieb) | 13,9                       | Hartschwinden (seit dem Zweiten Weltkrieg) | Hartschwinden (seit dem Zweiten Weltkrieg) |
| Brücke (Strecke außer Betrieb) | 14,5                       | B 285                                      | B 285                                      |
| Brücke (Strecke außer Betrieb) | 16,3                       | B 285                                      | B 285                                      |
| Bahnhof (Strecke außer Betrieb) | 17,3                       | Dermbach                                   | Dermbach                                   |
| Tunnel (Strecke außer Betrieb) | 19,5                       | B 285                                      | B 285                                      |
| Bahnhof (Strecke außer Betrieb) | 21,7                       | Zella (Rhön)                               | Zella (Rhön)                               |
| Tunnel (Strecke außer Betrieb) | 22,1                       | B 285                                      | B 285                                      |
| Bahnhof (Strecke außer Betrieb) | 24,1                       | Diedorf-Fischbach                          | Diedorf-Fischbach                          |
| Blockstelle (Strecke außer Betrieb) | 25,3 25,9                  | Anschluss Basaltwerk                       | Anschluss Basaltwerk                       |
| Brücke über Wasserlauf (Strecke außer Betrieb) | 26,3                       | Felda                                      | Felda                                      |
| Kopfbahnhof Streckenende (Strecke außer Betrieb) | 27,7                       | Kaltennordheim                             | 436 m                                      |

Die Bahnstrecke Dorndorf–Kaltennordheim war eine Eisenbahnstrecke im früheren Großherzogtum Sachsen-Weimar-Eisenach. Sie war ursprünglich Teil einer Schmalspurbahn von Bad Salzungen nach Kaltennordheim, mit einem Abzweig Dorndorf–Vacha. Die Bahn wurde von der Maschinenbaufirma Krauss & Comp., einem Vorgänger der Lokomotivfabrik Krauss-Maffei, gebaut und war ab 1. Juli 1880 in ihrer gesamten Länge befahrbar. Die Bezeichnung „Feldabahn“ oder „Feldatalbahn“ stand während der Schmalspurzeit für das gesamte Streckennetz, reduzierte sich aber nach Um- bzw. Neubau der Bahnstrecke Bad Salzungen–Vacha 1906 auf den Abschnitt Dorndorf–Kaltennordheim, da dieser im namensgebenden Tal der Felda entlangführte.

## Geschichte

### Eröffnung und Betrieb
Die Betriebsaufnahme erfolgte in mehreren Schritten:
- 1. Juni 1879: Salzungen – (Stadt-)Lengsfeld (Güterverkehr)
- 22. Juni 1879: Salzungen – Lengsfeld (Personenverkehr)
- 10. August 1879: Dorndorf – Vacha (Gesamtverkehr)
- 6. Oktober 1879: Lengsfeld – Dermbach (Gesamtverkehr)
- 22. Juni 1880: Dermbach – Kaltennordheim (Güterverkehr)
- 1. Juli 1880: Dermbach – Kaltennordheim (Personenverkehr)

Die Feldabahn war die erste Meterspurstrecke für öffentlichen Verkehr in Deutschland. Am 1. Januar 1891 übernahm die seit 9. Februar 1887 bestehende Localbahn Actiengesellschaft (LAG) die Betriebsführung der Feldabahn. Die Beschaffenheit der Streckenführung glich weitgehend einer Straßenbahn, etwa 60 % der Gleise wurden auf die bereits vorhandene Chaussee gelegt und nur Schienenstöße und Schwellen befestigt, damit konnten die Baukosten erheblich reduziert werden. Die Strecke wies 175 Krümmungen und Kurven auf, es gab 18 Haltepunkte, Bahnhöfe baute man nur in den größeren Orten. Die Steigungsverhältnisse waren im Feldatal 1:25 bei einer Streckenlänge von knapp 28 km. Im Jahr 1880 standen als Transportmittel drei Tenderlokomotiven, 19 Güterwagen und sieben Personenwagen zur Verfügung. 1899 wurde eine weitere Lokomotive der Bauart C1’ n2t, die Dermbach, gekauft.
Die Augsburger Maschinenfabrik und Broncegießerei L. A. Riedinger rüstete 1896 einen Zug der Feldabahn mit einer automatischen „Federdruckbremse in der Bauart Schmid 39“ aus. Die Versuchsfahrten zeigten die Betriebstauglichkeit, so dass anschließend alle Fahrzeuge der Feldabahn auf dieses System umgebaut wurden.
Als gegen Ende des 19. Jahrhunderts im Werra- und Feldatal umfangreiche Kalivorkommen entdeckt wurden, leistete die Bahn große Hilfe beim Aufbau der Schachtanlagen und Abtransport der geförderten Produkte. Sie stieß aber schnell an ihre Leistungsgrenzen, weshalb ein Umbau auf Regelspur erforderlich wurde. Dieser erfolgte 1906 zwischen Vacha und Salzungen im Zuge des Baues der Werratalbahn Gerstungen–Salzungen. Zuvor hatte der Preußische Staat die nicht auf seinem Territorium liegende Bahn gekauft und im Jahre 1904 die Betriebsführung von der LAG übernommen.
Der Abschnitt Dorndorf–Kaltennordheim blieb zunächst schmalspurig. Pläne zum Umbau wurden immer wieder verworfen bzw. durch den Ersten Weltkrieg und seine Folgen zunichtegemacht. Nach langem Hin und Her begannen im Jahre 1928 die Bauarbeiten als Arbeitsbeschaffungsmaßnahme zur Umspurung, welche sechs Jahre andauerten. Hierbei waren auch 30 Brücken zu errichten. Der Eröffnungszug fuhr am 7. Oktober 1934, tags zuvor ging die Schmalspurbahn nach 54 Betriebsjahren außer Dienst.
Den Zweiten Weltkrieg überstand die Feldabahn ohne Schäden. Lediglich auf den Bahnhöfen Stadtlengsfeld und Dermbach wurden 1946 einige Nebengleise als Reparation für die Sowjetunion ausgebaut. Im gleichen Zeitraum erfolgte die Einrichtung der Haltepunkte Menzengraben und Hartschwinden, welche vorrangig dem Berufsverkehr dienten.

### Zustand nach der politischen Wende

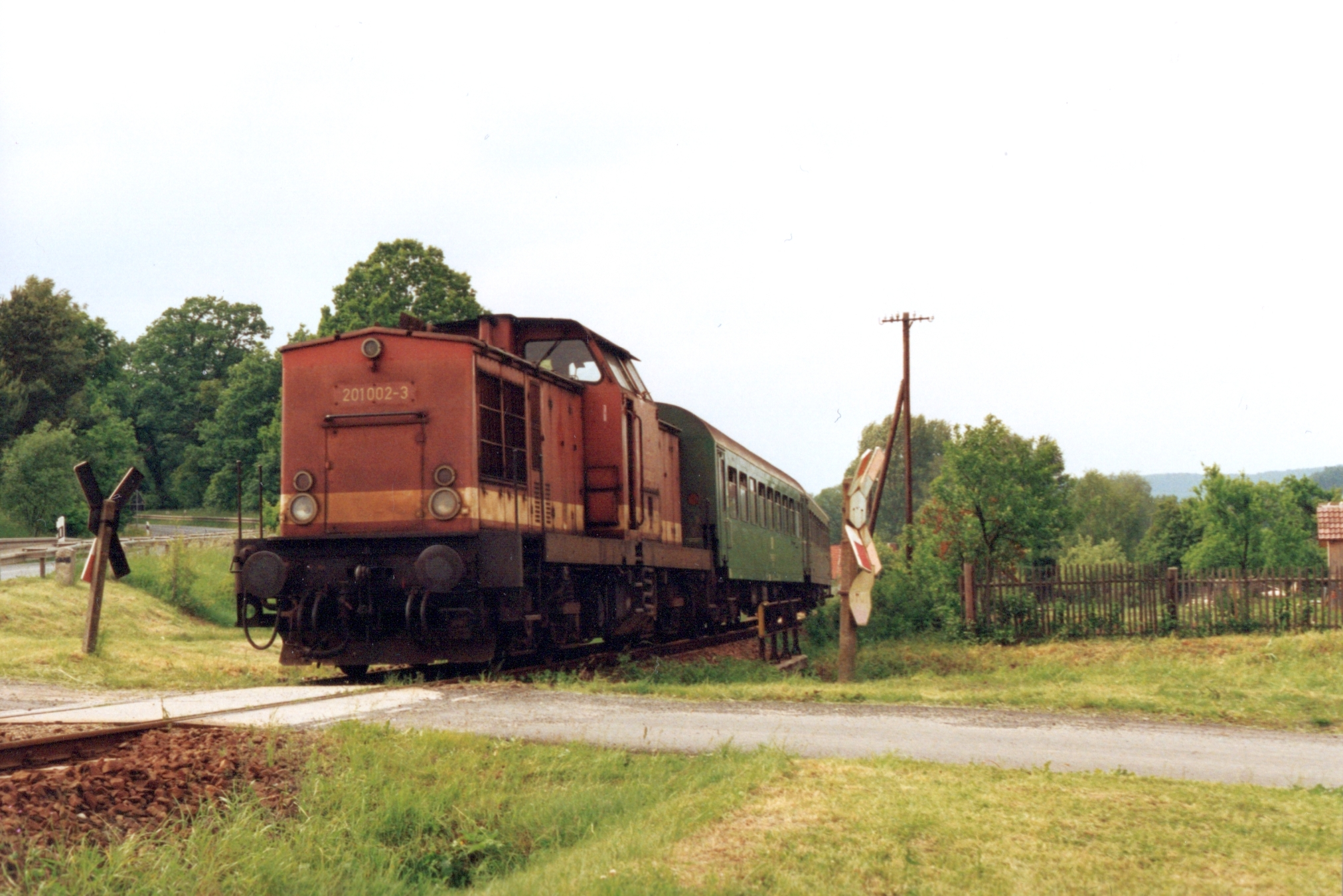
Personenzug bei Weilar (1994)
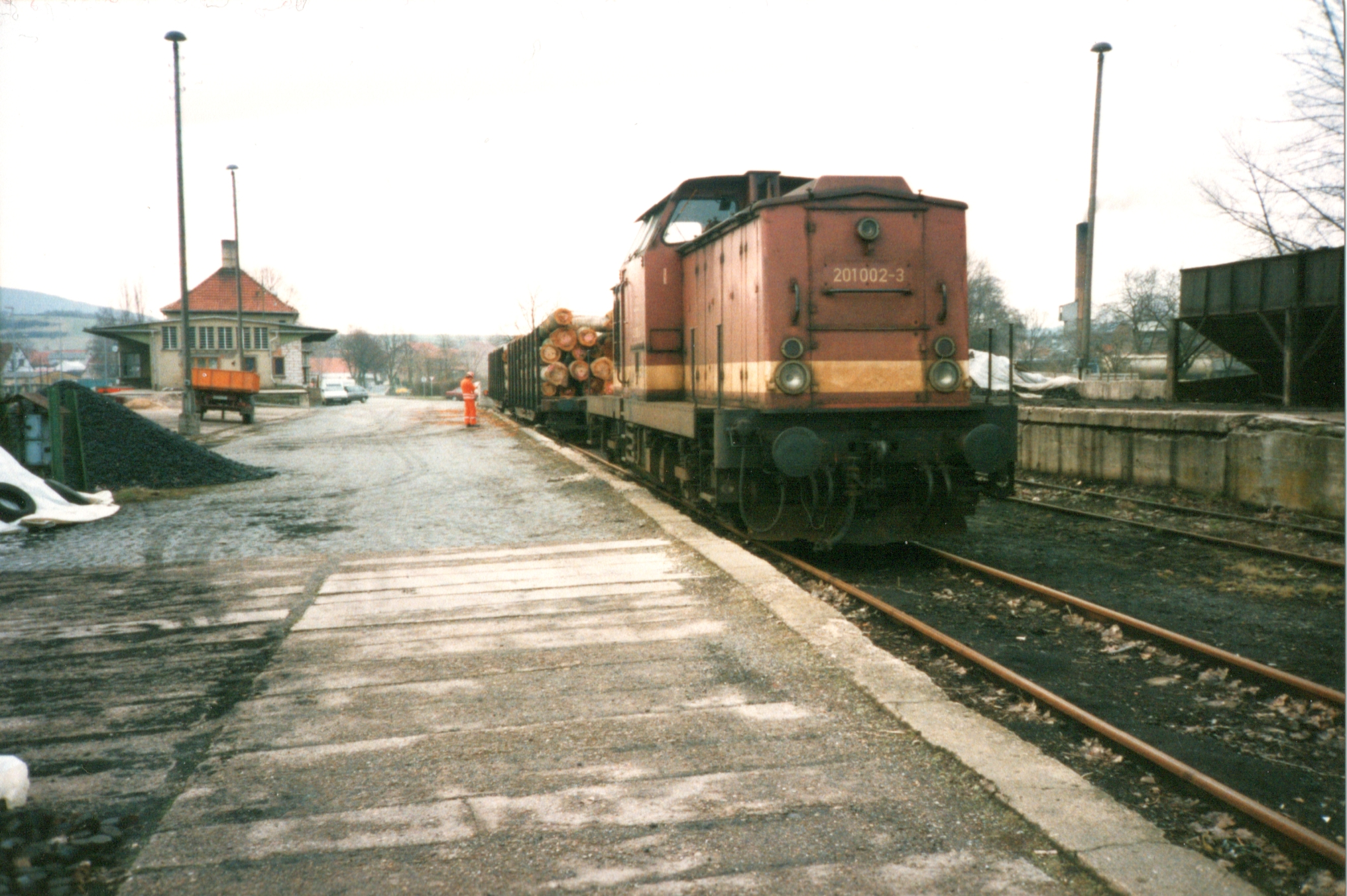
Kaltennordheim Güterverladung (1994)

Bis 1990 herrschte auf der Strecke ein starker Berufs- und Güterverkehr, bedingt durch die Kaliwerke im Werratal sowie viele kleinere Industriebetriebe. Als dieser nach der deutschen Wiedervereinigung fast vollständig zusammenbrach, war das Ende nicht mehr aufzuhalten. Der Güterverkehr nach Kaltennordheim endete offiziell zum 31. Dezember 1994, der Personenverkehr wenig später am 31. Mai 1997. In den Folgejahren verkehrten noch einige dampflokbespannte Sonderzüge (letztmals an Christi Himmelfahrt 2002), bevor die Feldabahn am 31. August 2003 endgültig stillgelegt wurde.
Von Ende Januar bis Juli 2008 wurden die Gleise zwischen dem Ortseingang Weilar und Kaltennordheim abgebaut. Bei Diedorf war der Bau einer Umgehungsstraße auf der Trasse in Diskussion. Für das etwa zehn Kilometer lange Reststück Dorndorf–Weilar existierte das Projekt einer Draisinenbahn, das Vorhaben zerschlug sich jedoch. 2011 hat sich ein Investor vorgestellt, der alte Dampfloks in England restaurieren lässt und eine Strecke suchte, auf der er diese fahren lassen kann. Hierzu hatten die drei Anliegergemeinden – Dorndorf, Stadtlengsfeld, Weilar – gemeinsam einen Nutzungsvertrag für die Bahntrasse ausgearbeitet. Auch dieses Vorhaben wurde nicht umgesetzt.
Im Herbst 2016 erfolgte der Abbau der restlichen Gleise.  Auf einem großen Teil der Trasse entstand ein Radweg.

## Bilder

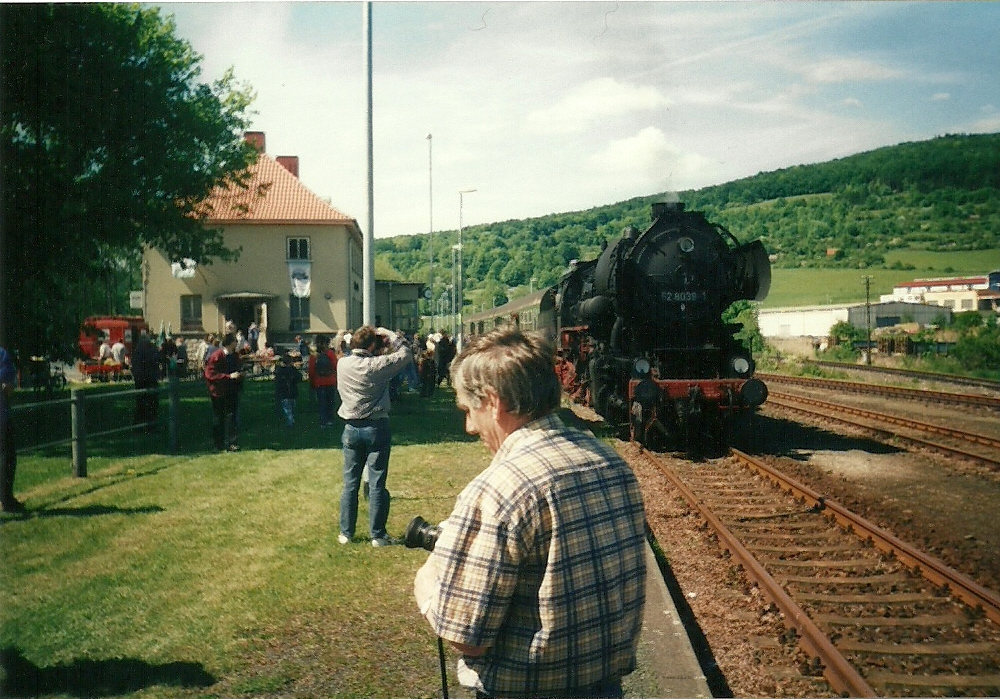
Zug in Kaltennordheim, 31. Mai 1997
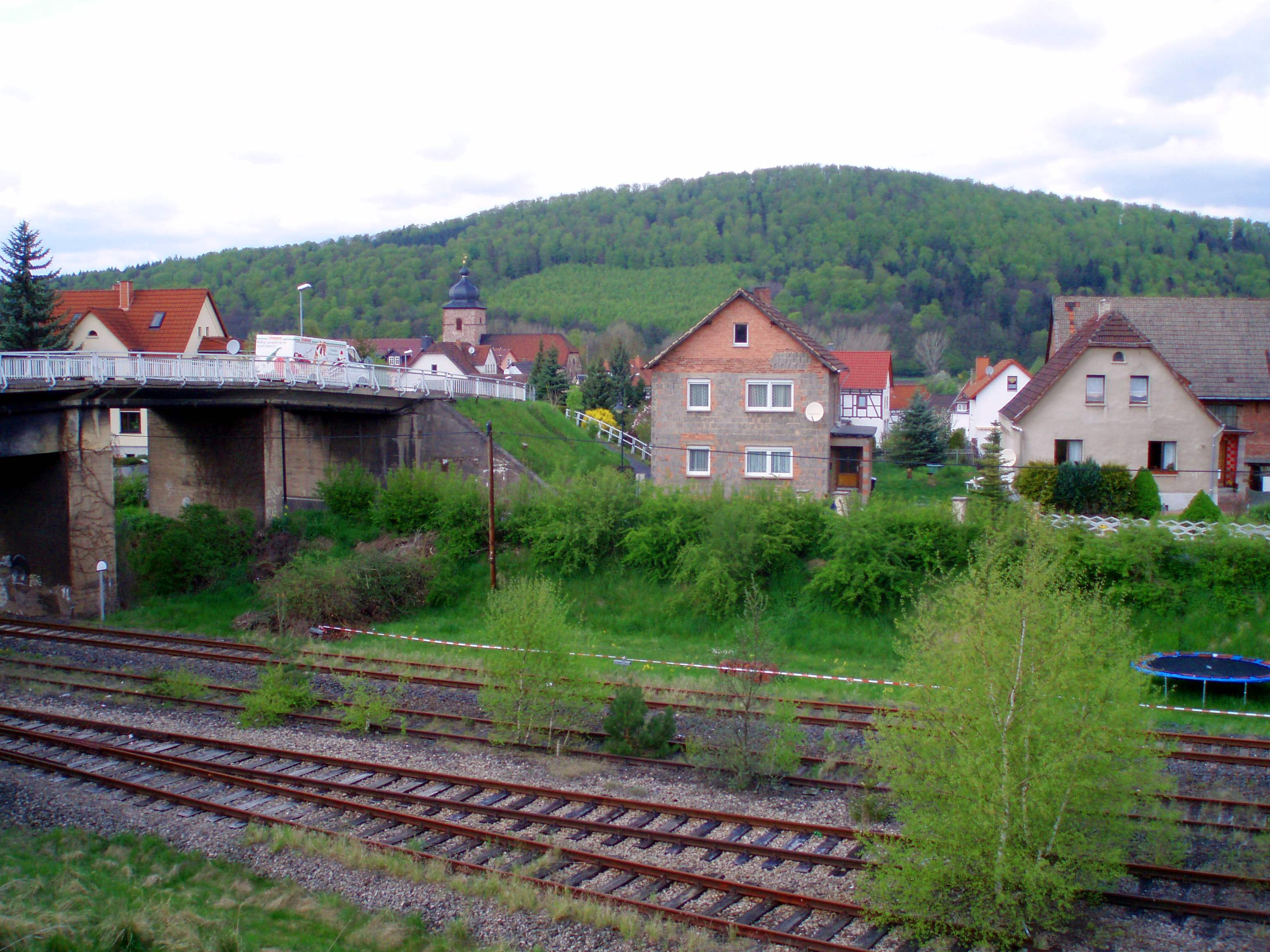
Viadukt in Dorndorf (2008)
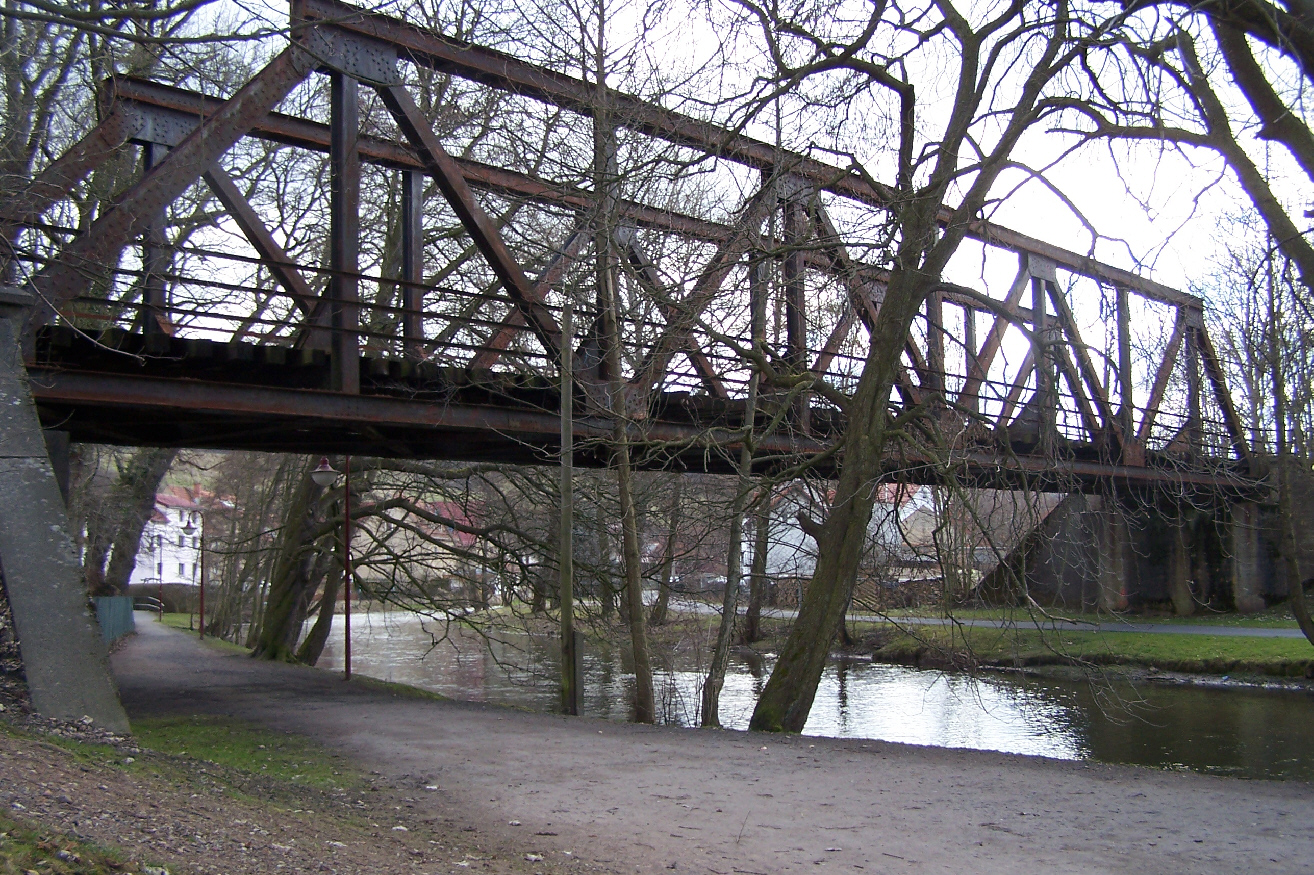
Stadtlengsfeld, Feldabrücke im Stadtpark (2009)
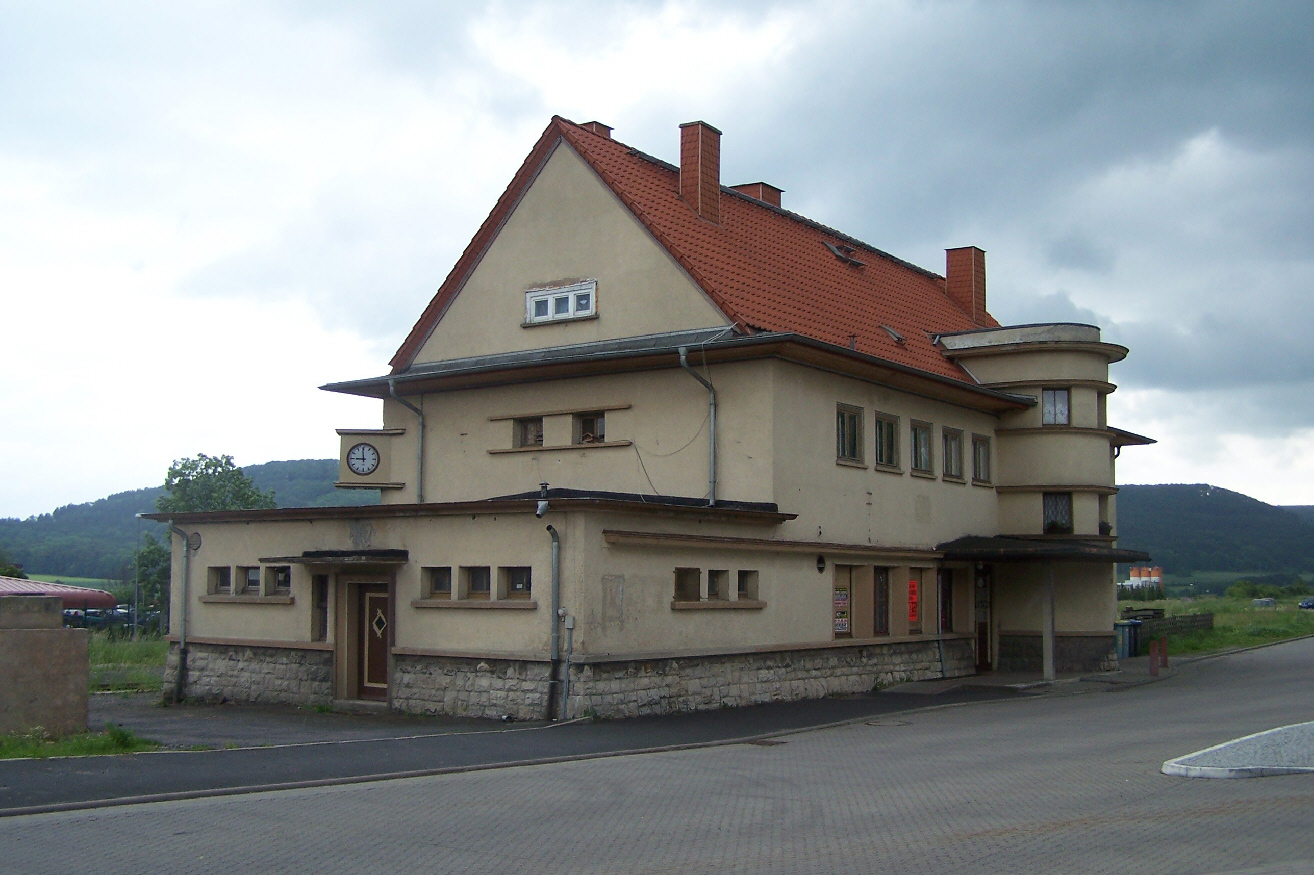
Der ehemalige Bahnhof von Dermbach (2009)
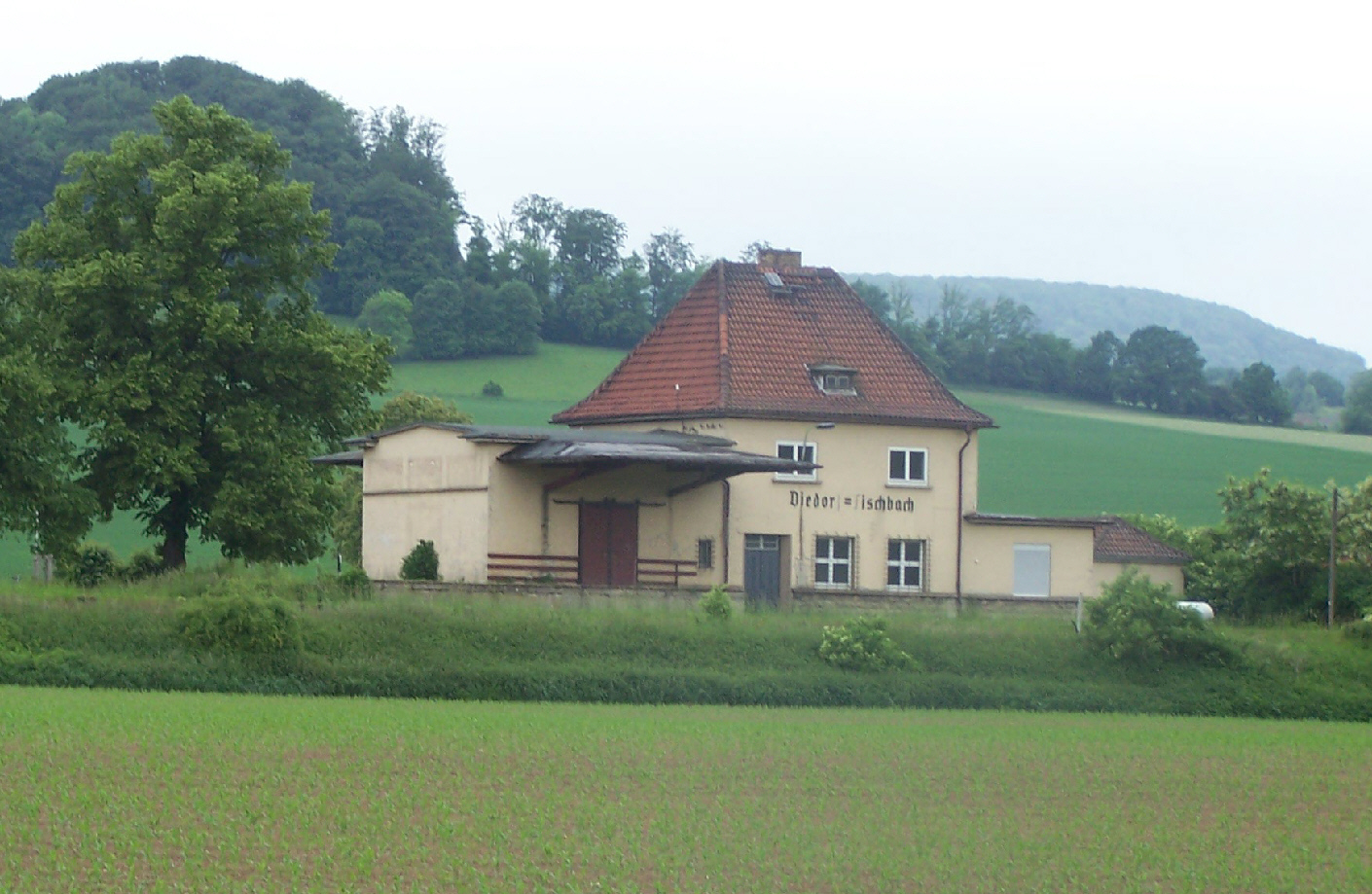
Haltepunkt Diedorf-Fischbach (2009)